# Grammy Award for Best Male R&B Vocal Performance
Der Grammy Award for Best Male R&B Vocal Performance (auf Deutsch etwa „Grammy Award für die beste männliche Gesangsdarbietung – R&B“) war ein Musikpreis, der von 1968 bis 2011 bei den jährlich stattfindenden Grammy Awards verliehen wurde. Ausgezeichnet wurden Darbietungen aus dem Musikbereich Rhythm and Blues (R&B). Seit 2012 wurde dieser Preis der Kategorie Best R&B Performance zugeschlagen.

## Hintergrund und Geschichte
Die seit 1958 verliehenen Grammy Awards (eigentlich Grammophone Awards) werden jährlich in zahlreichen Kategorien von der National Academy of Recording Arts and Sciences (NARAS) in den Vereinigten Staaten von Amerika vergeben, um künstlerische Leistung, technische Kompetenz und hervorragende Gesamtleistung ohne Rücksicht auf die Album-Verkäufe oder Chart-Position zu ehren.  Vergeben wurde der Preis für R&B-Darbietungen von Männern parallel zum Grammy Award for Best Female R&B Vocal Performance für Frauen und dem Grammy Award for Best R&B Performance by a Duo or Group with Vocal für Gruppen.
Der Preis wurde 1968 als Best R&B Solo Vocal Performance, Male eingeführt, nachdem 1967 ein Grammy Award for Best R&B Solo Vocal Performance, Male Or Female an Ray Charles für Crying Time vergeben wurde. Von 1969 bis 1994 wurde der Preis als Best R&B Vocal Performance, Male und von 1995 bis 2011 als Best Male R&B Vocal Performance vergeben. Seit den Grammy-Verleihungen 2012 wurde dieser Preis nicht mehr vergeben, da er der Kategorie Best R&B Performance zugeschlagen wurde.
Der Preis wurde 1968 bei der 10. Grammy-Verleihung zum ersten Mal verliehen. Gewonnen wurde er von Lou Rawls für den Song Dead End Street. Stevie Wonder bekam den Preis insgesamt sechsmal und ist damit der Künstler mit den häufigsten Siegen dieses Preises. Der letzte Grammy dieser Kategorie ging 2011 an Usher for There Goes My Baby. Alle Preisträger stammten aus den Vereinigten Staaten.

## Gewinner und nominierte Künstler
| Jahr | Künstler / Band      | Nationalität       | Werk                                                       | Weitere nominierte Künstler | Bilder der Künstler                  |
| ---- | -------------------- | ------------------ | ---------------------------------------------------------- | --- | ------------------------------------ |
| 1968 | Lou Rawls            | Vereinigte Staaten | Dead End Street                                            | - Wilson Pickett – Funky Broadway - Jackie Wilson – (Your Love Keeps Lifting Me) Higher and Higher - Joe Tex – Skinny Legs and All - Otis Redding – Try a Little Tenderness                      | Lou Rawls, 1980                      |
| 1969 | Otis Redding         | Vereinigte Staaten | (Sittin’ On) The Dock of the Bay                           | - Joe Simon – (You Keep Me) Hangin’ On - Stevie Wonder – For Once in My Life - Marvin Gaye – I Heard It Through the Grapevine - Johnnie Taylor – Who’s Making Love                               | Statue zu Ehren von Otis Redding     |
| 1970 | Joe Simon            | Vereinigte Staaten | The Chokin’ Kind                                           | - Ray Charles – Doing His Thing - Jerry Butler – The Ice Man Cometh - B.B. King – Live & Well - Lou Rawls – Your Good Thing (Is About to End)                                                    |                                      |
| 1971 | B.B. King            | Vereinigte Staaten | The Thrill Is Gone                                         | - Wilson Pickett – Engine No. 9 - Clarence Carter – Patches - Stevie Wonder – Signed, Sealed, Delivered I’m Yours - Edwin Starr – War                                                            | B.B. King 1971 in Hamburg            |
| 1972 | Lou Rawls            | Vereinigte Staaten | A Natural Man                                              | - B.B. King – Ain’t Nobody Home - Marvin Gaye – Inner City Blues (Make Me Wanna Holler) - Isaac Hayes – Never Can Say Goodbye - Stevie Wonder – We Can Work It Out                               | Lou Rawls mit Frank Gorshin, 1977    |
| 1973 | Billy Paul           | Vereinigte Staaten | Me and Mrs. Jones                                          | - Joe Simon – Drowning in the Sea of Love - Curtis Mayfield – Freddie’s Dead - Joe Tex – I Gotcha - Ray Charles – Look What They’ve Done To My Song, Ma                                          | Billy Paul, 1974                     |
| 1974 | Stevie Wonder        | Vereinigte Staaten | Superstition                                               | - Al Green – Call Me (Come Back Home) - Barry White – I’m Gonna Love You Just a Little More Baby - Eddie Kendricks – Keep on Truckin’ - Marvin Gaye – Let’s Get It On                            | Stevie Wonder, 1967                  |
| 1975 | Stevie Wonder        | Vereinigte Staaten | Boogie on Reggae Woman                                     | - Eddie Kendricks – Boogie Down - Johnny Bristol – Hang on in There Baby - Marvin Gaye – Marvin Gaye Live! - George McCrae – Rock Your Baby                                                      | Stevie Wonder, 1967                  |
| 1976 | Ray Charles          | Vereinigte Staaten | Living for the City                                        | - Isaac Hayes – Chocolate Chip - Al Green – L.O.V.E. - Major Harris – Love Won’t Let Me Wait - Ben E. King – Supernatural Thing, Part I                                                          | Ray Charles, 1990                    |
| 1977 | Stevie Wonder        | Vereinigte Staaten | I Wish                                                     | - Johnnie Taylor – Disco Lady - Lou Rawls – Groovy People - Joe Simon – I Need You, You Need Me - Marvin Gaye – I Want You - Boz Scaggs – Lowdown                                                | Stevie Wonder mit Nathan Watts, 2006 |
| 1978 | Lou Rawls            | Vereinigte Staaten | Unmistakably Lou                                           | - Johnny „Guitar“ Watson – A Real Mother for Ya - Joe Tex – Ain’t Gonna Bump No More (With No Big Fat Woman) - Marvin Gaye – Got To Give It Up (Part 1) - B.B. King – It’s Just a Matter of Time |                                      |
| 1979 | George Benson        | Vereinigte Staaten | On Broadway                                                | - Teddy Pendergrass – Close the Door - Peter Brown – Dance with Me - Ray Charles – I Can See Clearly Now - Lou Rawls – When You Hear Lou, You’ve Heard It All                                    | George Benson, 1986                  |
| 1980 | Michael Jackson      | Vereinigte Staaten | Don’t Stop ’til You Get Enough                             | - George Benson – Love Ballad - Ray Charles – Some Enchanted Evening - Isaac Hayes – Don’t Let Go - Elton John – Mama Can’t Buy You Love - Smokey Robinson – Cruisin’                            | Michael Jackson, 1988                |
| 1981 | George Benson        | Vereinigte Staaten | Give Me the Night                                          | - Larry Graham – One In a Million You - Jermaine Jackson – Let’s Get Serious - Al Jarreau – Never Givin’ Up - Stevie Wonder – Master Blaster (Jammin’)                                           | George Benson, 2009                  |
| 1982 | James Ingram         | Vereinigte Staaten | One Hundred Ways                                           | - Carl Carlton – She’s a Bad Mama Jama - Rick James – Street Songs - Teddy Pendergrass – I Can’t Live Without Your Love - Luther Vandross – Never Too Much                                       | James Ingram, 2007                   |
| 1983 | Marvin Gaye          | Vereinigte Staaten | Sexual Healing                                             | - George Benson – Turn Your Love Around - Ray Parker Jr. – The Other Woman - Luther Vandross – Forever, for Always, for Love - Stevie Wonder – Do I Do                                           | Marvin Gaye, 1968                    |
| 1984 | Michael Jackson      | Vereinigte Staaten | Billie Jean                                                | - Marvin Gaye – Midnight Love - James Ingram – Party Animal - Jeffrey Osborne – Stay with Me Tonight - Prince – International Lover                                                              | Michael Jackson, 1988                |
| 1985 | Billy Ocean          | Vereinigte Staaten | Caribbean Queen (No More Love on the Run)                  | - James Ingram – It’s Your Night - Jeffrey Osborne – Don’t Stop - Bill Withers – In the Name of Love - Stevie Wonder – The Woman in Red                                                          | Billy Ocean, 1988                    |
| 1986 | Stevie Wonder        | Vereinigte Staaten | In Square Circle                                           | - Philip Bailey – Chinese Wall - Freddie Jackson – You Are My Lady - Al Jarreau – High Crime - Luther Vandross – The Night I Fell in Love                                                        | Stevie Wonder, 2009                  |
| 1987 | James Brown          | Vereinigte Staaten | Living in America                                          | - Al Jarreau – Since I Fell for You - Oran „Juice“ Jones – The Rain - Billy Ocean – Love Zone - Luther Vandross – Give Me the Reason                                                             | James Brown, 1973 in Hamburg         |
| 1988 | Smokey Robinson      | Vereinigte Staaten | Just to See Her                                            | - Jonathan Butler – Lies - Michael Jackson – Bad - Wilson Pickett – In the Midnight Hour - Stevie Wonder – Skeletons                                                                             | Smokey Robinson, 2006                |
| 1989 | Terence Trent D’Arby | Vereinigte Staaten | Introducing the Hardline According to Terence Trent D’Arby | - Al B. Sure! – Nite and Day - Teddy Pendergrass – Joy - Luther Vandross – Any Love - Stevie Wonder – Characters                                                                                 |                                      |
| 1990 | Bobby Brown          | Vereinigte Staaten | Every Little Step                                          | - Al Jarreau – Heart’s Solution - Prince – Batdance - Smokey Robinson – We’ve Saved the Best for Last - Luther Vandross – She Won’t Talk to Me                                                   |                                      |
| 1991 | Luther Vandross      | Vereinigte Staaten | Here and Now                                               | - Al B. Sure! – Misunderstanding - Babyface – Whip Appeal - Tevin Campbell – Round and Round - Johnny Gill – Johnny Gill                                                                         | Luther Vandross mit Diana Ross, 2000 |
| 1992 | Luther Vandross      | Vereinigte Staaten | Power of Love                                              | - James Brown – Love Over-Due - Peabo Bryson – Can You Stop the Rain - Teddy Pendergrass – How Can You Mend a Broken Heart? - Keith Washington – Kissing You - Stevie Wonder – Gotta Have You    |                                      |
| 1993 | Al Jarreau           | Vereinigte Staaten | Heaven and Earth                                           | - Bobby Brown – Humpin’ Around - Peabo Bryson – Lost in the Night - Tevin Campbell – T.E.V.I.N. - Michael Jackson – Jam                                                                          | Al Jarreau, 1986                     |
| 1994 | Ray Charles          | Vereinigte Staaten | A Song for You                                             | - Babyface – For the Cool in You - Tevin Campbell – Can We Talk - Teddy Pendergrass – Voodoo - Luther Vandross – How Deep Is Your Love                                                           | Ray Charles, 2003                    |
| 1995 | Babyface             | Vereinigte Staaten | When Can I See You                                         | - Tevin Campbell – I’m Ready - Al Jarreau – Wait for the Magic - Luther Vandross – Always and Forever - Barry White – Practice What You Preach                                                   | Babyface, 2013                       |
| 1996 | Stevie Wonder        | Vereinigte Staaten | For Your Love                                              | - D’Angelo – Brown Sugar - Montell Jordan – This Is How We Do It - Prince – Eye Hate U - Barry White – Baby’s Home                                                                               | Stevie Wonder, 2011                  |
| 1997 | Luther Vandross      | Vereinigte Staaten | Your Secret Love                                           | - D’Angelo – Lady - Al Green – A Change Is Gonna Come - Curtis Mayfield – New World Order - Tony Rich Project – Like a Woman                                                                     |                                      |
| 1998 | R. Kelly             | Vereinigte Staaten | I Believe I Can Fly                                        | - Kenny Lattimore – For You - Curtis Mayfield – Back to Living Again - Usher – You Make Me Wanna... - Luther Vandross – When You Call on Me / Baby That’s When I Come Runnin                     |                                      |
| 1999 | Stevie Wonder        | Vereinigte Staaten | St. Louis Blues                                            | - Maxwell – Matrimony: Maybe You - Brian McKnight – The Only One for Me - Usher – My Way - Luther Vandross – I Know                                                                              | Stevie Wonder und Nathan Watts, 2009 |
| 2000 | Barry White          | Vereinigte Staaten | Staying Power                                              | - Peabo Bryson – Did You Ever Know - R. Kelly – When a Woman’s Fed Up - Maxwell – Fortunate - Tyrese – Sweet Lady                                                                                | Barry White, 1974                    |
| 2001 | D’Angelo             | Vereinigte Staaten | Untitled (How Does It Feel)                                | - Joe – I Wanna Know - R. Kelly – I Wish - Brian McKnight – Stay or Let It Go - Sisqó – Thong Song                                                                                               | D’Angelo, 2012                       |
| 2002 | Usher                | Vereinigte Staaten | U Remind Me                                                | - Case – Missing You - Maxwell – Lifetime - Brian McKnight – Love of My Life - Musiq Soulchild – Love                                                                                            | Usher, 2010                          |
| 2003 | Usher                | Vereinigte Staaten | U Don’t Have to Call                                       | - Joe – Let’s Stay Home Tonight - R. Kelly – The World’s Greatest - Musiq Soulchild – Halfcrazy - Remy Shand – Take a Message                                                                    | Usher, 2008                          |
| 2004 | Luther Vandross      | Vereinigte Staaten | Dance with My Father                                       | - R. Kelly – Step in the Name of Love - Brian McKnight – Shoulda, Woulda, Coulda - Ruben Studdard – Superstar - Tyrese – How You Gonna Act Like That                                             |                                      |
| 2005 | Prince               | Vereinigte Staaten | Call My Name                                               | - Anthony Hamilton – Charlene - R. Kelly – Happy People - Brian McKnight – What We Do Here - Usher – Burn                                                                                        | Prince, 2009                         |
| 2006 | John Legend          | Vereinigte Staaten | Ordinary People                                            | - Jamie Foxx – Creepin’ - Mario – Let Me Love You - Usher – Superstar - Stevie Wonder – So What the Fuss                                                                                         | John Legend, 2007                    |
| 2007 | John Legend          | Vereinigte Staaten | Heaven                                                     | - John Legend – Heaven - Ne-Yo – So Sick - Prince – Black Sweat - Lionel Richie – I Call It Love - Luther Vandross – Got You Home                                                                | John Legend, 2014                    |
| 2008 | Prince               | Vereinigte Staaten | Future Baby Mama                                           | - Raheem DeVaughn – Woman - Soulchild – B.U.D.D.Y. - Ne-Yo – Because of You - Tank – Please Don’t Go                                                                                             | Prince, 2008                         |
| 2009 | Ne-Yo                | Vereinigte Staaten | Miss Independent                                           | - Eric Benét – You’re the Only One - Chris Brown – Take You Down - Trey Songz – Can’t Help But Wait - Usher – Here I Stand                                                                       | Ne-Yo, 2013                          |
| 2010 | Maxwell              | Vereinigte Staaten | Pretty Wings                                               | - Anthony Hamilton – The Point of It All - Maxwell – Pretty Wings - Musiq Soulchild – sobeautiful - Pleasure P – Under - Charlie Wilson – There Goes My Baby                                     | Maxwell, 2008                        |
| 2011 | Usher                | Vereinigte Staaten | There Goes My Baby                                         | - El DeBarge – Second Chance - Jaheim – Finding My Way Back - Kem – Why Would You Stay - Kirk Whatlum & Musiq Soulchild – We’re Still Friends                                                    | Usher, 2010                          |

## Belege
1. ↑  “honor artistic achievement, technical proficiency and overall excellence in the recording industry, without regard to album sales or chart position” Overview. National Academy of Recording Arts and Sciences, archiviert vom Original am 19. August 2012; abgerufen am 11. September 2014.  Info: Der Archivlink wurde automatisch eingesetzt und noch nicht geprüft. Bitte prüfe Original- und Archivlink gemäß Anleitung und entferne dann diesen Hinweis.
2. ↑  Grammy Awards at a Glance. In: Los Angeles Times. Tribune Company, abgerufen am 29. Mai 2011.
3. ↑  Awards Category Comparison Chart. (PDF; 80 kB) National Academy of Recording Arts and Sciences, S. 1, archiviert vom Original am 16. Mai 2011; abgerufen am 29. Mai 2011.  Info: Der Archivlink wurde automatisch eingesetzt und noch nicht geprüft. Bitte prüfe Original- und Archivlink gemäß Anleitung und entferne dann diesen Hinweis.